# Tihany
Tihany [ˈtihɒɲ] est un village et une commune du comitat de Veszprém en Hongrie, au bord du Lac Balaton.
La lavande est la principale spécialité de la ville et elle est commercialisée sous différentes formes de produits.

## Histoire
- Abbaye de Tihany

## Partenariat
Saint-Florent-le-Vieil (France)

## Honneur
L'astéroïde (217398) Tihany porte son nom.